# María Oralia Vega Ortiz
María Oralia Vega Ortiz es una política mexicana, miembro del Partido Revolucionario Institucional, fue diputada federal de 2006 a 2009.
Es originaria de Tulancingo de Bravo, licenciada en Derecho por la Universidad Autónoma de Hidalgo. Ocupó cargos administrativos en la Universidad Autónoma de Hidalgo, donde fue Secretaria Auxiliar y Oficial Administrativa de la Rectoría, así como subdirectora de difusión cultural, posteriormente se dedicó al ejercicio de su profesión y en 2003 ingresó en política al ser postulada y electa diputada federal suplente, en 2005 fue elegida diputada al Congreso de Hidalgo, cargo que dejó en 2006 para ser candidata y posteriormente electa diputada federal por el IV Distrito Electoral Federal de Hidalgo a la LX Legislatura, cargo que concluyó en 2009 y en la cual fue secretaria de la Comisión de Salud y miembro de las comisiones de Equidad y Género y de Participación Ciudadana.
Fue secretaria de Turismo del Estado de Hidalgo hasta 2010,y posteriormente candidata por la alcaldía de su Municipio, Tulancingo de Bravo, en Hidalgo.
Fungió entre 2012 y 2016 como directora general de la Operadora de Eventos del Estado de Hidalgo, organismo encargado de la organización de la feria estatal Pachuca Hidalgo.
En febrero de 2016 fue nombrada Secretaria de Desarrollo Social del Gobierno del Estado de Hidalgo, cargo que desempeñó por 7 meses, hasta el cambio de administración el 5 de septiembre de 2016.